# Fiat Professional
Fiat Professional є торговим брендом та дочірною компанією Stellantis (раніше Fiat Chrysler Automobiles), який випускає легкі комерційні автомобілі та їхні пасажирські варіанти. Він був запущений 17 квітня 2007 року та замінив відділ Fiat Veicoli Commerciali.

## Модельний ряд
- Fiat Panda Van
- Fiat Doblò
- Fiat Strada
- Fiat Scudo
- Fiat Ducato

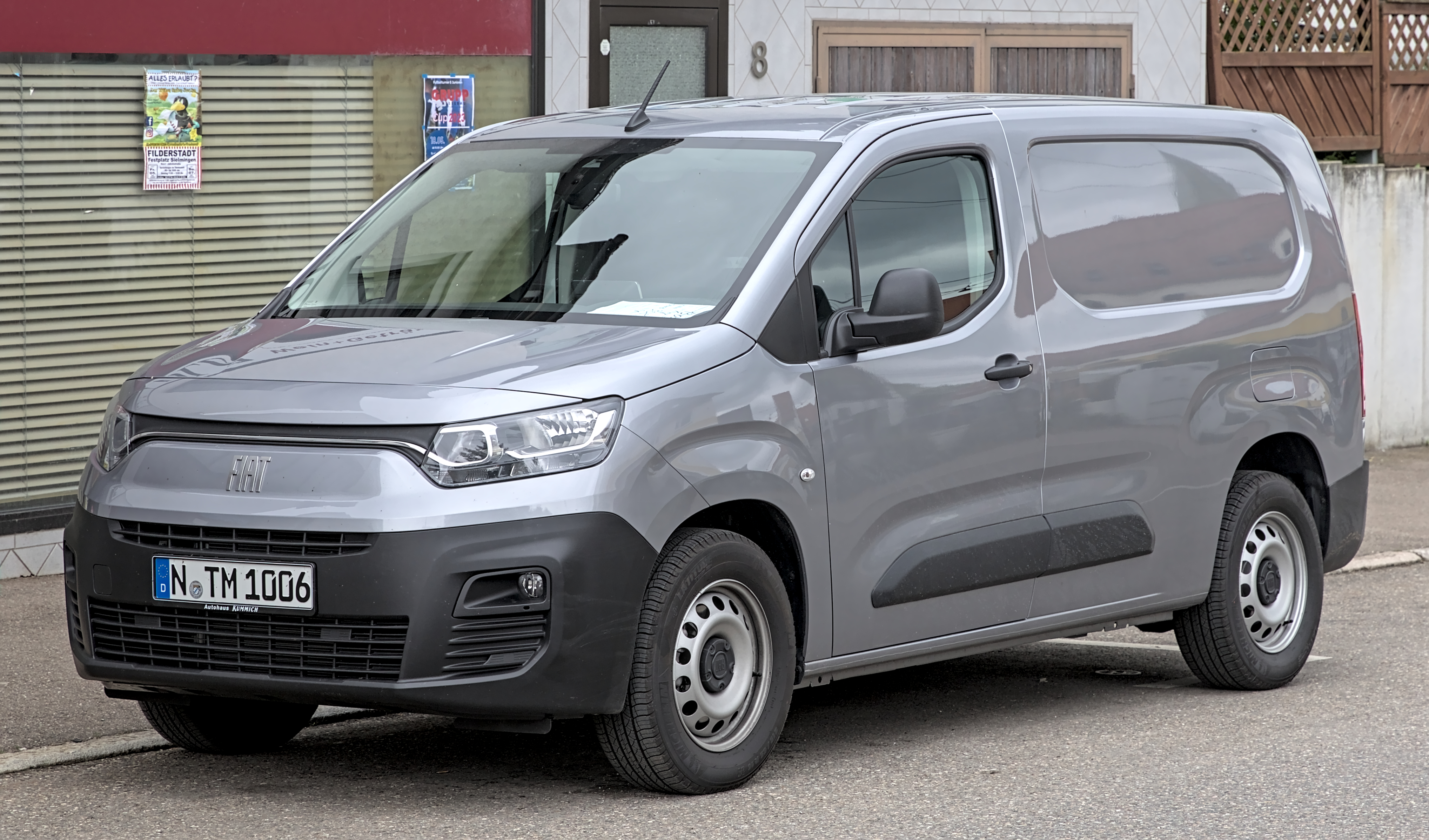
Doblo
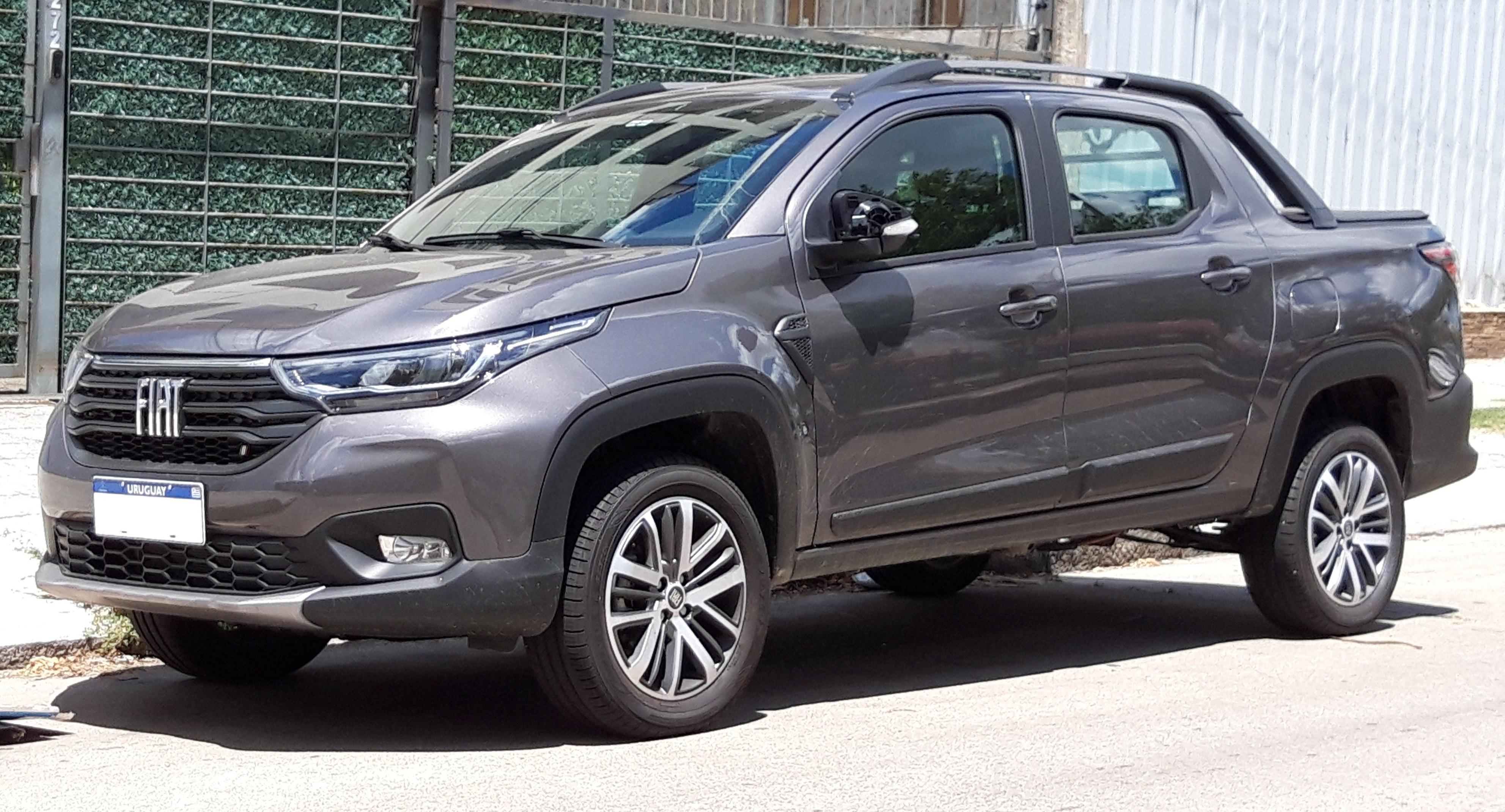
Strada
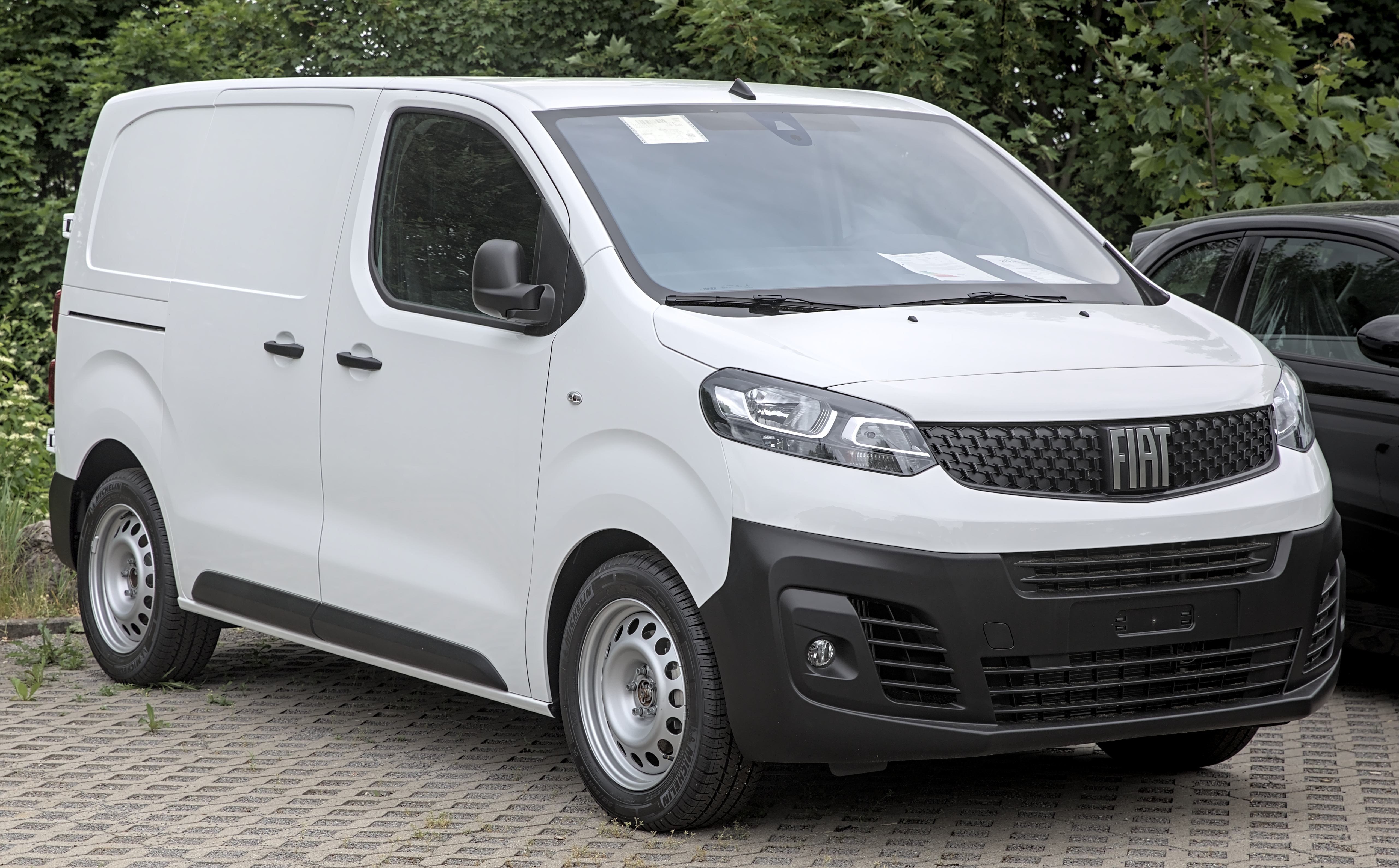
Scudo
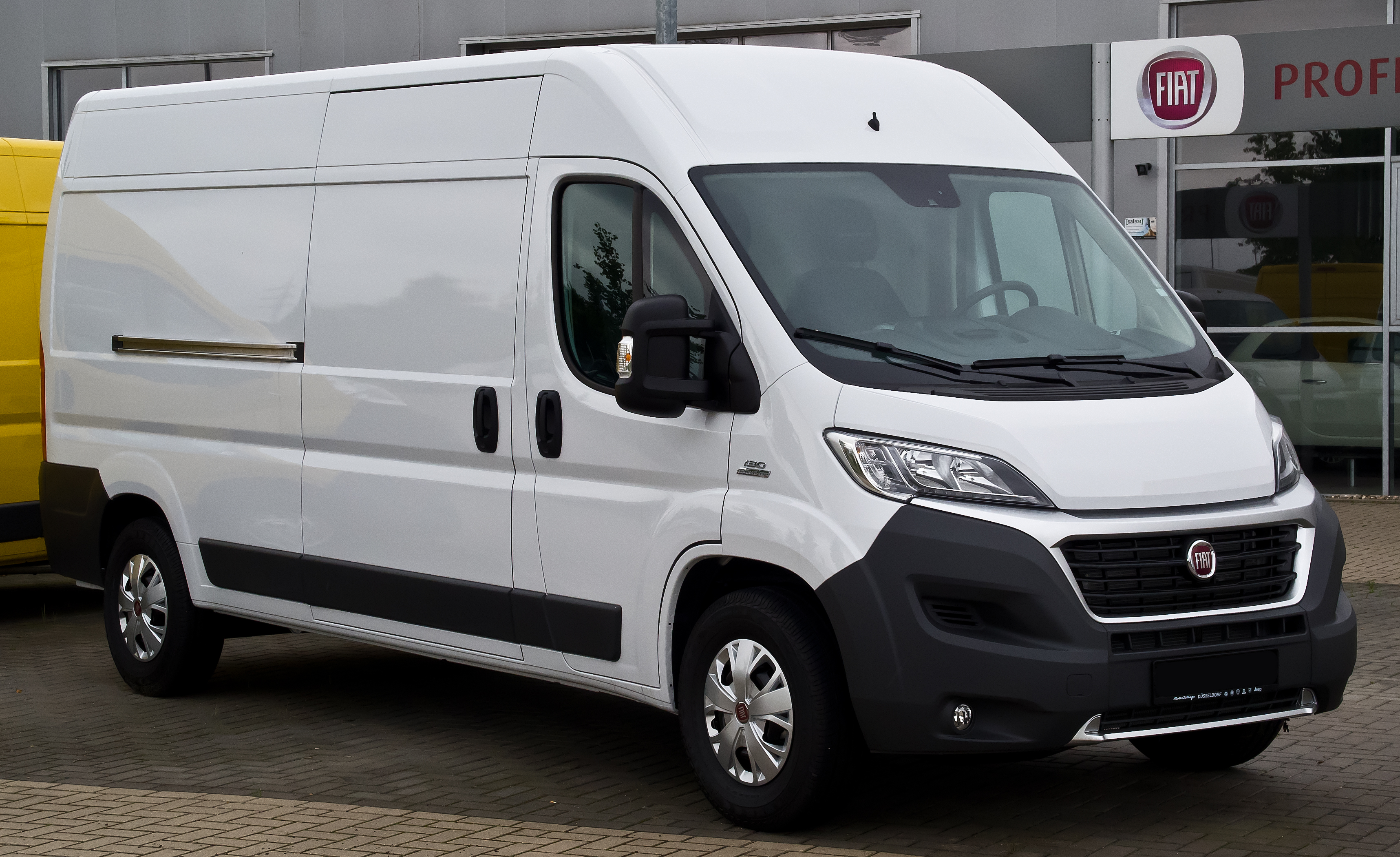
Ducato